# ورزشگاه آندی ماتالاتا
ورزشگاه آندی ماتالاتا (به لاتین: Andi Mattalata Stadium) یک ورزشکاه فوتبال در اندونزی است که در سولاوسی جنوبی واقع شده‌است.